# Morman
Morman, występuje również jako Morvan, Morwan, Moruuan (zm. 818), przywódca bretoński, który ogłosił się królem (rex) po śmierci cesarza Karola Wielkiego w 814 r. Jest on pierwszą osobą, która występuje w źródłach z tytułem króla Bretanii.
Morman był wiernym stronnikiem Karola Wielkiego podczas bretońskiego powstania w 811 r. Złożył wtedy przysięgę na wierność cesarzowi i możliwe, że stał się jego wasalem. Jego rebelia z 814 r. mogła być spowodowana unifikacyjnymi dążeniami następcy Karola, Ludwika Pobożnego. Ludwik próbował załagodzić konflikt drogą dyplomatyczną, ale cesarski poseł, opat Witchar, niczego nie zdziałał.
Wiosną 818 r. cesarska armia zebrała się w Vannes i ruszyła w kierunku Priziac. Frankowie zaatakowali wiele bretońskich fortec. Morman zginął w bitwie. Powstanie bretońskie zostało stłumione, a Bretania podporządkowana cesarstwu. Ludwik odbył tryumf z tytułu zwycięstwa nad Bretończykami. Ci jednak ponownie zbuntowali się w 822 r.